# Зенова савест
„Зенова савест“ (итал. La coscienza di Zeno), познат и под преводом „Зенова свест“, роман је италијанског књижевника Итала Звева. Објављен је у Болоњи 1923. Сматра се класиком италијанске књижевности и једним од најважнијих остварења модернистичке литературе.
Роман је написан у виду психоаналитичких мемоара, које је на наговор психијатра, написао главни јунак Зено Козини. Зено кроз интроспективно писање истражује своју савест и сагледава своју навику пушења цигарета, однос према оцу, супрузи, љубавници и другим областима свог живота. Језик и стил романа тесно су везани за карактер самог приповедача. Написан је мешавином тршћанског наречја и италијанског књижевног језика, са особеном синтаксичком структуром немачког језика, али и са примесама специфичних терминологија попут, на пример, оне које се употребљава у банкарству и трговини. Концепција главног јунака је делимично заснована на животном искуству самог аутора.
Иако се данас сматра једним од важнијих дела двадестог века, књига у први мах није имала успеха. Више издавачких кућа је одбило да објави књигу, те је Звево сам финансирао штампање првог издања, али је ондашња италијанска читалачка публика и књижевна критика потпуно прећутала и игнорисала роман. Афирмацији књиге помогао је Џејмс Џојс, који је помогао да се она преведе на француски и објави у Паризу, где су ондашњи француски критичари даље афирмисали роман. Роман је са италијанског на српски језик превела Лела Матић.